# Move (grupo musical)
m.o.v.e. (também chamados de M.O.V.E ou move) foi um grupo musical japonês composto por Yuri Masuda (vocais) e Motsu (rapper). T-Kimura (compositor e produtor) saiu do grupo em 2008. Formado por T-Kimura, após o fim do seu projecto Favorite Blue, em 1996, o seu som é uma mistura de J-pop com rap. 
O primeiro trabalho da banda foi lançado em 1997, um single denominado "Rock It Down". No entanto, foi o single seguinte, "Around the World", que seria o seu primeiro sucesso. Este serviria de tema de abertura do animé Initial D. 
Após este sucesso inicial, os m.o.v.e. lançaram o seu primeiro álbum de originais, Electrock, em 1998, que atingiu o Top 20. O segundo álbum, Worlds of the Mind, atingiu novamente o sucesso, vendendo cerca de 250.000 unidades.
Em 2001, com o single "Gamble Ramble", a banda regressou aos animes, compondo o tema de abertura do anime Initial D.
Com a evolução, e divulgação, cada vez maior dos animes, os m.o.v.e. foram convidados para espetáculos de convenções destes desenhos animados, nos EUA, destacando-se na AnimeFest in Dallas, em 2003.
A sua ligação aos animes é constante, e colaboraram, musicalmente, lançando temas como "Romancing Train", "Final Fantasy: Unlimited", "I Wake Your Love!" e "Burning Dance", para série de ficção Monkey Robot (Asobot Senki GOKU). 
Em 2005, a banda, que até agora utilizava a designação de move, mudou para m.o.v.e., e lançam novo álbum Boulder, marcado por um som mais pesado. Neste mesmo ano, fizeram parte do Acid Planet, um concurso musical patrocinado pela Sony, tornando-se a primeira banda japonesa a participar neste evento.
Em 2011, tocaram pela primeira vez no Brasil, no Anime Friends 2011. Em novembro de 2012, foi anunciado o fim do grupo, e seu último show foi realizado em 16 de Março de 2013, encerrando uma trajetória de 15 anos de sucesso.
Em 16 de março de 2013 a banda teve seu fim, e seu último DVD foi lançado dia 5 de junho de 2013.

## Discografia

### Álbuns de estúdio
- Electrock (1998)
- Worlds of the Mind (2000)
- Operation Overload 7 (2001)
- Synergy (2002)
- Decadance (2003)
- Deep Calm (2004)
- Boulder (2005)
- Grid (2006)
- Humanizer (2009)
- Dream Again (2010)
- Overtaker Spirits (2011)[2]

### Compilações
- move super tune -BEST SELECTIONS- (2002)
- REWIND〜singles collection+〜 (2004)
- 10th Anniversary MEGA BEST (2007)